# LEGO Star Wars: The Freemaker Adventures
LEGO Star Wars: The Freemaker Adventures è una serie animata statunitense del franchise LEGO Star Wars che viene trasmessa negli Stati Uniti d'America su Disney XD dal 20 giugno 2016. In Italia la serie va in onda sempre su Disney XD dal 10 ottobre 2016 ed in chiaro su K2 a partire dal 13 marzo 2017.

## Episodi
| Stagione         | Episodi | Prima TV USA | Prima TV Italia |
| ---------------- | ------- | ------------ | --------------- |
| Prima stagione   | 13      | 2016         | 2016            |
| Seconda stagione | 13      | 2017         | 2017            |

## Personaggi
Protagonisti
- Rowan Freemaker: è un ragazzino che scopre di essere dotato di poteri speciali e desidera diventare uno Jedi. Doppiato in italiano da Mattia Fabiano.
- Roger: è il maldestro ma fedele robot di Rowan e i suoi amici, veterano delle guerre dei cloni. Doppiato in italiano da Raffaele Palmieri.
- Kordi: è la sorella di Rowan e Zander, sempre alla ricerca di un buon affare ma fortemente protettiva della sua famiglia. Doppiata in italiano da Roisin Nicosia.
- Zander: è il fratello maggiore di Rowan, spericolato, imprudente, abile meccanico. Doppiato in italiano da Emanuele Ruzza.
- Naare: misteriosa e abile nelle vie della Forza, si offre di addestrare Rowan. Doppiata in italiano da Sabrina Duranti.
- M-OC: robot incaricato da Palpatine di dare la caccia ai Freemaker.

Altri personaggi: oltre ai nuovi protagonisti, nella serie appaiono personaggi già noti nella saga di Guerre stellari, quali Fener, l'Imperatore Palpatine, Luke, Leila, l'Ammiraglio Ackbar ecc.